# Master and Servant
«Master and Servant» (en español, Amo y sirviente) es el décimo primer disco sencillo del grupo inglés de música electrónica Depeche Mode, el segundo desprendido de su álbum Some Great Reward, publicado en 7 y en 12 pulgadas en 1984.

Master and Servant es un tema compuesto por Martin Gore que provocó escándalo y controversia debido a su letra abiertamente sadomasoquista. Junto con el tema Blasphemous Rumours del mismo álbum fueron temas atacados por sectores conservadores. Como lado B apareció el tema (Set Me Free) Remotivate Me, también de Martin Gore.

## Descripción
Master and Servant es un tema de planteamiento supuestamente metafórico, lo cual simplemente nadie creyó, pues es una provocativa diatriba sobre sadomasoquismo, aunque en una forma muy consensuada de acuerdo a su letra. De tal modo, la canción causó polémica apenas darse a conocer, pues los sectores conservadores se le fueron encima a DM, acusándoles de promover el masoquismo y la homosexualidad, alimentando el escándalo los otros temas del álbum y la manera de vestir de Martin Gore que además de la ropa negra de cuero, cadenas y aretes, constantemente llegaba a lo andrógino. Sin embargo el compositor siempre insistió en que era sólo una metáfora acerca del dominio de los fuertes sobre los débiles.
Además de ello, toda la línea melódica y la armonía parecieran de una canción lúdica, o en otras palabras burlesca, todavía con un acentuado efecto de percusiones manteniendo aún la modulación de tema eminentemente industrial.
La melodía principal del tema se realizó con una rápida notación de aguda a grave en el teclado, muy recargada de tal modo que suena sumamente electrónica, y el efecto de percusión consistente todo el tiempo. En realidad es un poco parecida al tema People Are People del mismo álbum, pero Master and Servant es algo menos maquinal y líricamente mucho más descarada; menos contestataria pero más punzante.

## Formatos
7 pulgMadas Mute 7 Bong6  Master and Servant
| Lado A |                      |          |  |
| N.º    | Título               | Duración |  |
| 1.     | «Master and Servant» | 3:45     |  |

| Lado B |                               |          |  |
| N.º    | Título                        | Duración |  |
| 1.     | «(Set Me Free) Remotivate Me» | 4:12     |  |

12 pulgadas Mute 12 Bong6  Master and Servant - Slavery Whip Mix
| Lado A |                                         |          |  |
| N.º    | Título                                  | Duración |  |
| 1.     | «Master and Servant» (Slavery Whip Mix) |          |  |

| Lado B |                                             |          |  |
| N.º    | Título                                      | Duración |  |
| 1.     | «(Set Me Free) Remotivate Me» (Release Mix) |          |  |
| 2.     | «Master and Servant» (Voxless)              |          |  |

12 pulgadas Mute L12 Bong6  Master and Servant - An ON-USound Science Fiction Dance Hall Classic
| Lado A |                                                                        |          |  |
| N.º    | Título                                                                 | Duración |  |
| 1.     | «Master and Servant» (An ON-USound Science Fiction Dance Hall Classic) | 4:33     |  |

| Lado B |                               |          |  |
| N.º    | Título                        | Duración |  |
| 1.     | «Are People People?»          | 4:28     |  |
| 2.     | «(Set Me Free) Remotivate Me» | 4:13     |  |

12 pulgadas Sire 0-20283  Master and Servant - U.S. Black & Blue Version
| Lado A |                                                  |          |  |
| N.º    | Título                                           | Duración |  |
| 1.     | «Master and Servant» (U.S. Black & Blue Version) | 8:02     |  |

| Lado B |                                         |          |  |
| N.º    | Título                                  | Duración |  |
| 1.     | «(Set Me Free) Remotivate Me» (12” Mix) | 7:59     |  |
| 2.     | «Are People People?»                    | 4:29     |  |

12 pulgadas Sire PRO-A-2221  Master and Servant
| Lado A |                                   |          |  |
| N.º    | Título                            | Duración |  |
| 1.     | «Master and Servant» (LP Version) | 4:13     |  |

| Lado B |                                                  |          |  |
| N.º    | Título                                           | Duración |  |
| 1.     | «Master and Servant» (U.S. Black & Blue Version) | 8:02     |  |

CD 1991
Para 1991 Master and Servant se realizó en formato digital dada su inclusión en la colección The Singles Boxes 1-3 de ese año.
| Mute CD Bong6 Master and Servant |                                             |          |  |
| N.º                              | Título                                      | Duración |  |
| 1.                               | «Master and Servant» (7” Versión)           | 3:45     |  |
| 2.                               | «(Set Me Free) Remotivate Me» (7” Versión)  | 4:22     |  |
| 3.                               | «Master and Servant» (Slavery Whip Mix)     | 9:38     |  |
| 4.                               | «(Set Me Free) Remotivate Me» (Release Mix) | 8:48     |  |
| 5.                               | «Master and Servant» (Voxless)              | 4:00     |  |

## Vídeo promocional
Master and Servant fue dirigido por Clive Richardson, quien en aquella época fuera el realizador más consistente de DM.
El director realizó un vídeo en una forma convencional intercalando imágenes de David Gahan cantando con otras de mujeres hogareñas realizando labores simples de casa como regar un florero o abrir un refrigerador, al mismo tiempo que los otros tres integrantes de DM encadenados en el suelo y tomas aéreas de una ciudad, con lo cual se conservó la idea de criticar el conservadurismo inglés y la óptica tradicionalista de asignar a las mujeres roles domésticos.
Es otro de los vídeos de Richardson para DM que al interior del grupo se consideró bien logrado por el modo en que aborda su temática y su poca pretensión.
El vídeo se incluye en la colección Some Great Videos de 1985, en The Best of Depeche Mode Volume 1 de 2006 y en Video Singles Collection de 2016.

## En directo
La canción estuvo presente en la correspondiente gira Some Great Tour, y posteriormente en el Black Celebration Tour, Tour for the Masses y el World Violation Tour como constante, tras las cuales fue relegada, aunque para la gira Tour of the Universe de 2009 fue reincorporada, si bien para la extensión 2010 no reapareció.
Desde las interpretaciones originales en el escenario se presentaba como aparece en el álbum, como una función sintética, aunque para el Tour of the Universe, igual que todos los temas de DM en últimos años, se sustituyó el efecto de percusión electrónica por la batería acústica en manos de Christian Eigner.
Las interpretaciones originales en la gira Some Great Tour se hacían en una ejecución larga que ampliaba el puentes en la segunda mitad después del segundo coro, lo cual continuó hasta la gira Black Celebration Tour de 1986 e incluso en el Tour for the Masses, siendo prácticamente el primer tema de DM que se hizo en versión amplia en conciertos, lo cual fue después retomado para otras canciones como Never Let Me Down Again, Enjoy the Silence y Personal Jesus.